# Kunstrijden op de Olympische Winterspelen 2010
Het kunstrijden is een van de sporten die beoefend werden tijdens de Olympische Winterspelen 2010 in Vancouver. De wedstrijden werden georganiseerd door de Internationale Schaatsunie (ISU) onder auspiciën van het IOC. Het was de 23e keer dat het kunstrijden op het olympische programma stond. In 1908 en 1920 stond het op het programma van de Olympische Zomerspelen. De wedstrijden vonden plaats van 14 tot en met 25 februari in het Pacific Coliseum in Vancouver.

## Programma
|           | 14 februari | 15 februari | 16 februari | 18 februari | 19 februari     | 21 februari    | 22 februari | 23 februari | 25 februari | 27 februari |
| --------- | ----------- | ----------- | ----------- | ----------- | --------------- | -------------- | ----------- | ----------- | ----------- | ----------- |
| Paren     | korte kür   | vrije kür   |             |             |                 |                |             |             |             | Gala        |
| Mannen    |             |             | korte kür   | vrije kür   |                 |                |             |             |             | Gala        |
| IJsdansen |             |             |             |             | verplichte dans | originele dans | vrije dans  |             |             | Gala        |
| Vrouwen   |             |             |             |             |                 |                |             | korte kür   | vrije kür   | Gala        |

## Deelname
Het maximum aantal deelnemers aan het kunstschaatsen was door het IOC vastgesteld op 148. Bij de mannen en vrouwen individueel mochten 30, bij het paarrijden 20 en bij het ijsdansen 24 startplaatsen worden ingevuld. De startplaatsen zijn verdiend op het laatst gehouden wereldkampioenschap (maart 2009) en de recentste editie van de Nebelhorn Trophy (september 2009) voor aanvang van de Spelen.
Dertig landen hadden op deze beide toernooien het recht verworven op één of meerdere startplaatsen (zie tabel). Namens België bemachtigde Kevin Van der Perren op het WK bij de mannen een start plaats en bij de Nebelhorn Trophy voegde Isabelle Pieman hier een startplaats bij de vrouwen aan toe.
(Tussen haakjes het aantal startplaatsen voor respectievelijk: mannen - vrouwen - paren - ijsdansen)
| Rusland (2-2-3-3) Verenigde Staten (3-2-2-3) Canada (2-2-2-2) Japan (3-3-0-1) Italië (2-1-1-2) China (0-1-3-1) Duitsland (1-1-2-1) Frankrijk (2-0-1-2) | Oekraïne (1-0-2-1) Groot-Brittannië (0-1-1-2) Zwitserland (1-2*-1-0) Estland (0-1-1-1) Finland (1-2-0-0) Polen (1-1-1-0) Tsjechië (2-0-0-1) België (1-1-0-0) | Georgië (0-1-0-1) Hongarije (0-1-0-1) Israël (0-1*-0-1) Kazachstan (2-0-0-0) Oostenrijk (1-1-0-0) Slovenië (1-1-0-0) Spanje (1-1-0-0) Zuid-Korea (0-2-0-0) | Litouwen (0-0-0-1*) Noord-Korea (1-0-0-0) Roemenië (1-0-0-0) Slowakije (0-1-0-0) Turkije (0-1-0-0) Zweden (1-0-0-0) |

Georgië had op het WK 2009 twee startplaatsen bij de vrouwen verdiend, vooraf aan de Nebelhorn Trophy hadden ze al aangegeven dat ze maar één plaats zouden invullen. De extra te verdienen plaats op de Nebelhorn Trophy werd door Israël bemachtigd. 
* Een van de twee startplaatsen van de Zwitserse vrouwen en de startplaats van Israël werden niet door hun ingevuld, deze plaatsen werden ingenomen door een vrouw uit Australië en Oezbekistan.
* De startplaats voor Litouwen bij het ijsdansen, door het paar Katherine Copely / Deividas Stagniūnas op het WK verdiend werd niet ingevuld omdat er onduidelijkheid bestond omtrent de juiste nationaliteit van de geboren Amerikaanse Copely (er nam geen vervangend paar deel).
Een deelnemer moest op 1 juli 2009 ten minste 15 jaar zijn en staatsburger van hun land zijn waarvoor ze uitkomen om te mogen deelnemen op de Spelen. Dit laatste geldt met name voor de paarrijders en ijsdansers, zij mogen op de ISU-kampioenschappen met een buitenlandse partner deelnemen. Daarnaast mag een deelnemer de laatste drie jaar niet voor een ander land actief hebben deelgenomen aan een (ISU-)sportevenement.

## Medailles
Bij de mannen veroverde Evan Lysacek als zesde Amerikaan de olympische titel. De Rus Jevgeni Pljoesjtsjenko op plaats twee nam voor de derde opeenvolgende keer plaats op het olympisch erepodium, in 2002 werd hij ook tweede en hij was de olympisch kampioen van 2006. Hij is de tweede man in het mannentoernooi die drie olympische medailles behaalde. De Zweed Gillis Grafström veroverde er vier tussen 1920-1932 (3× goud, 1× zilver). Daisuke Takahashi veroverde met de bronzen medaille de eerste Japanse medaille in het mannentoernooi.
In het vrouwentoernooi veroverde de regerend wereldkampioene Kim Yu-na de gouden medaille. Het was de eerste kunstschaatsmedaille voor Zuid-Korea ooit op de Olympische Winterspelen. Mao Asada veroverde met haar zilveren medaille de derde Japanse medaille in het vrouwentoernooi en de vierde over de vier disciplines. De bronzen medaille van Joannie Rochette was de vijfde Canadese medaille ooit in het vrouwentoernooi.
Bij de paren veroverde het echtpaar Shen Xue / Zhao Hongbo na hun bronzen medailles in 2002 en 2006 als eerste Chinese paar de gouden medaille. Ze waren het twee paar die drie olympische medailles veroverden, het Franse echtpaar Andrée Brunet-Joly / Pierre Brunet deden dit van 1924-1932.De twee paren op de plaatsen twee en drie veroverden hun eerste medaille.
Bij het ijsdansen behaalden de drie paren hun eerste olympische medaille. Het paar Tessa Virtue / Scott Moir haalden de eerste titel en de tweede medaille in deze discipline voor Canada binnen, het paar Tracey Wilson / Robert McCall veroverden in 1988 de bronzen medaille.
| Onderdeel | Goud | Goud                    | Zilver | Zilver                    | Brons | Brons                           |
| --------- | ---- | ----------------------- | ------ | ------------------------- | ----- | ------------------------------- |
| Mannen    | USA  | Evan Lysacek            | RUS    | Jevgeni Pljoesjtsjenko    | JPN   | Daisuke Takahashi               |
| Vrouwen   | KOR  | Kim Yu-na               | JPN    | Mao Asada                 | CAN   | Joannie Rochette                |
| Paren     | CHN  | Shen Xue Zhao Hongbo    | CHN    | Pang Qing Tong Jian       | GER   | Aliona Savchenko Robin Szolkowy |
| IJsdansen | CAN  | Tessa Virtue Scott Moir | USA    | Meryl Davis Charlie White | RUS   | Oksana Domnina Maksim Sjabalin  |

## Uitslagen
pr = persoonlijk record 
| #                      | Olympiër               | Land | Punten    | korte kür | vrije kür |
| ---------------------- | ---------------------- | ---- | --------- | --------- | --------- |
| Goud                   | Evan Lysacek           | USA  | 257.67 pr | 90.30 pr  | 167.37 pr |
| Zilver                 | Jevgeni Pljoesjtsjenko | RUS  | 256.36    | 90.85     | 165.51    |
| Brons                  | Daisuke Takahashi      | JPN  | 247.23    | 90.25 pr  | 156.98    |
| 4                      | Stéphane Lambiel       | SUI  | 246.72 pr | 84.63 pr  | 162.09 pr |
| 5                      | Patrick Chan           | CAN  | 241.42    | 81.12     | 160.30 pr |
| 6                      | Johnny Weir            | USA  | 238.87 pr | 82.10     | 156.77 pr |
| 7                      | Nobunari Oda           | JPN  | 238.69    | 84.85     | 153.69    |
| 8                      | Takahiko Kozuka        | JPN  | 231.19 pr | 79.59     | 151.60    |
| 9                      | Jeremy Abbott          | USA  | 218.19    | 69.40     | 149.56    |
| 10                     | Michal Březina         | CZE  | 216.73    | 78.80     | 137.93    |
| 11                     | Denis Ten              | KAZ  | 211.25    | 76.24 pr  | 135.01    |
| 12                     | Florent Amodio         | FRA  | 210.30 pr | 75.35 pr  | 134.95 pr |
| 13                     | Artem Borodulin        | RUS  | 210.16 pr | 72.24 pr  | 137.92 pr |
| 14                     | Javier Fernández       | ESP  | 206.68 pr | 68.69 pr  | 137.99    |
| 15                     | Adrian Schultheiss     | SWE  | 200.44 pr | 63.13     | 137.31 pr |
| 16                     | Brian Joubert          | FRA  | 200.22    | 68.00     | 132.22    |
| 17                     | Kevin Van der Perren   | BEL  | 189.84    | 72.90     | 116.94    |
| 18                     | Samuel Contesti        | ITA  | 187.50    | 70.60     | 116.90    |
| 19                     | Tomáš Verner           | CZE  | 184.74    | 65.32     | 119.42    |
| 20                     | Paolo Bacchini         | ITA  | 177.21    | 64.42 pr  | 112.79    |
| 21                     | Viktor Pfeifer         | AUT  | 175.93    | 60.88     | 115.05 pr |
| 22                     | Stefan Lindemann       | GER  | 171.98    | 68.50     | 103.48    |
| 23                     | Vaughn Chipeur         | CAN  | 170.92    | 57.22     | 113.70    |
| 24                     | Anton Kovalevski       | UKR  | 165.90    | 63.81     | 102.90    |
| Vrije kür niet bereikt |                        |      |           |           |           |
| 25                     | Ri Song-chol           | PRK  | 56.60     | 56.60 pr  | 99        |
| 26                     | Abzal Rakimgaliev      | KAZ  | 55.88     | 55.88     | 99        |
| 27                     | Gregor Urbas           | SLO  | 53.02     | 53.02     | 99        |
| 28                     | Przemysław Domański    | POL  | 52.14     | 52.14     | 99        |
| 29                     | Zoltán Kelemen         | ROU  | 51.95     | 51.95     | 99        |
| 30                     | Ari-Pekka Nurmenkari   | FIN  | 44.62     | 44.62     | 99        |

| #                      | Olympiër                | Land | Punten    | korte kür | lange kür |
| ---------------------- | ----------------------- | ---- | --------- | --------- | --------- |
| Goud                   | Kim Yu-na               | KOR  | 226.56 pr | 78.50 pr  | 150.06 pr |
| Zilver                 | Mao Asada               | JPN  | 205.50 pr | 73.78     | 131.72    |
| Brons                  | Joannie Rochette        | CAN  | 202.64 pr | 71.36 pr  | 131.28 pr |
| 4                      | Mirai Nagasu            | USA  | 190.15 pr | 63.76     | 126.39 pr |
| 5                      | Miki Ando               | JPN  | 188.86    | 64.76     | 124.10    |
| 6                      | Laura Lepistö           | FIN  | 187.97 pr | 61.36     | 126.61 pr |
| 7                      | Rachel Flatt            | USA  | 182.49 pr | 64.64 pr  | 117.85 pr |
| 8                      | Akiko Suzuki            | JPN  | 181.44 pr | 61.02 pr  | 120.42 pr |
| 9                      | Alena Leonova           | RUS  | 172.46 pr | 62.14 pr  | 110.32    |
| 10                     | Ksenia Makarova         | RUS  | 171.91 pr | 59.22 pr  | 112.69 pr |
| 11                     | Kiira Korpi             | FIN  | 161.57    | 52.96     | 108.61 pr |
| 12                     | Cynthia Phaneuf         | CAN  | 156.62    | 57.16     | 99.46     |
| 13                     | Kwak Min-jung           | KOR  | 155.53 pr | 53.16     | 102.37 pr |
| 14                     | Elene Gedevanisjvili    | GEO  | 155.24    | 61.92 pr  | 93.32     |
| 15                     | Sarah Meier             | SUI  | 152.81    | 56.70     | 96.11     |
| 16                     | Carolina Kostner        | ITA  | 151.90    | 63.02     | 88.88     |
| 17                     | Júlia Sebestyén         | HUN  | 151.26    | 57.46     | 93.80     |
| 18                     | Sarah Hecken            | GER  | 143.94 pr | 49.04 pr  | 94.90 pr  |
| 19                     | Liu Yan                 | CHN  | 143.47    | 51.74     | 91.73     |
| 20                     | Cheltzie Lee            | AUS  | 138.16 pr | 52.16 pr  | 86.00 pr  |
| 21                     | Elena Glebova           | EST  | 134.19    | 50.80     | 83.39     |
| 22                     | Sonia Lafuente          | ESP  | 133.51 pr | 49.74 pr  | 83.77 pr  |
| 23                     | Anastasia Gimazetdinova | UZB  | 131.65    | 49.02     | 82.63     |
| 24                     | Tugba Karademir         | TUR  | 129.54    | 50.74     | 78.80     |
| Vrije kür niet bereikt |                         |      |           |           |           |
| 25                     | Isabelle Pieman         | BEL  | 46.10     | 46.10 pr  | 66        |
| 26                     | Miriam Ziegler          | AUT  | 43.84     | 43.84     | 66        |
| 27                     | Teodora Poštič          | SLO  | 43.80     | 43.80     | 66        |
| 28                     | Ivana Reitmayernova     | SVK  | 41.94     | 41.94     | 66        |
| 29                     | Jenna McCorkell         | GBR  | 40.64     | 40.64     | 66        |
| 30                     | Anna Jurkiewicz         | POL  | 36.10     | 36.10     | 66        |

| #      | Olympiër                             | Land | Punten    | korte kür | vrije kür |
| ------ | ------------------------------------ | ---- | --------- | --------- | --------- |
| Goud   | Shen Xue Zhao Hongbo                 | CHN  | 216.57 pr | 76.66 pr  | 139.91 pr |
| Zilver | Pang Qing Tong Jian                  | CHN  | 213.31 pr | 71.50 pr  | 141.81 pr |
| Brons  | Aliona Savchenko Robin Szolkowy      | GER  | 210.60    | 75.96 pr  | 134.64    |
| 4      | Joeko Kavagoeti Alexandr Smirnov     | RUS  | 194.77    | 74.16 pr  | 120.61    |
| 5      | Zhang Dan Zhang Hao                  | CHN  | 194.34    | 71.28     | 123.06    |
| 6      | Jessica Dubé Bryce Davison           | CAN  | 187.11    | 65.36     | 121.75    |
| 7      | Maria Moechortova Maksim Trankov     | RUS  | 185.79    | 63.44     | 122.35    |
| 8      | Tatjana Volosozjar Stanislav Morozov | UKR  | 181.78    | 62.14     | 119.64    |
| 9      | Anabelle Langlois Cody Hay           | CAN  | 179.97 pr | 64.20 pr  | 115.77 pr |
| 10     | Amanda Evora Mark Ladwig             | USA  | 171.92 pr | 57.86 pr  | 114.06 pr |
| 11     | Vera Bazarova Joeri Larionov         | RUS  | 163.50 pr | 56.54     | 106.96 pr |
| 12     | Nicole Della Monica Yannick Kocon    | ITA  | 161.60 pr | 56.82 pr  | 104.78 pr |
| 13     | Caydee Denney Jeremy Barett          | USA  | 158.33    | 53.26     | 105.07    |
| 14     | Vanessa James Yannick Bonheur        | FRA  | 145.10    | 51.16     | 93.94     |
| 15     | Anais Morand Antoine Dorsaz          | SUI  | 144.42    | 55.34 pr  | 89.08     |
| 16     | Stacey Kemp David King               | GBR  | 139.94 pr | 48.28     | 91.66     |
| 17     | Maylin Hausch Daniel Wende           | GER  | 138.74    | 45.46     | 93.28 pr  |
| 18     | Joanna Sulej Mateusz Chruscinski     | POL  | 125.82 pr | 39.30     | 86.52 pr  |
| 19     | Maria Sergejeva Ilja Glebov          | EST  | 124.90    | 42.18     | 82.72     |
| 20     | Ekaterina Kostenko Roman Talan       | UKR  | 120.98 pr | 39.54 pr  | 81.44 pr  |

| #      | Olympiër                              | Land | Punten    | verplichte dans | originele dans | vrije dans |
| ------ | ------------------------------------- | ---- | --------- | --------------- | -------------- | ---------- |
| Goud   | Tessa Virtue Scott Moir               | CAN  | 221.57 pr | 42.74 pr        | 68.41 pr       | 110.42 pr  |
| Zilver | Meryl Davis Charlie White             | USA  | 215.74 pr | 41.47 pr        | 67.08 pr       | 107.19 pr  |
| Brons  | Oksana Domnina Maksim Sjabalin        | RUS  | 207.64 pr | 43.76 pr        | 62.84          | 101.04     |
| 4      | Tanith Belbin Benjamin Agosto         | USA  | 203.07    | 40.83           | 62.50          | 99.74      |
| 5      | Federica Faiella Massimo Scali        | ITA  | 199.17    | 39.88 pr        | 60.18          | 99.11      |
| 6      | Isabelle Delobel Olivier Schoenfelder | FRA  | 193.73    | 37.99           | 58.68          | 97.06      |
| 7      | Nathalie Pechalat Fabian Bourzat      | FRA  | 190.49    | 36.13           | 59.99          | 94.37      |
| 8      | Sinead Kerr John Kerr                 | GBR  | 186.01    | 37.02 pr        | 56.76          | 92.23      |
| 9      | Jana Chochlova Sergej Novitski        | RUS  | 185.86    | 37.18           | 55.57          | 93.11      |
| 10     | Alexandra Zaretski Roman Zaretski     | ISR  | 180.26 pr | 34.38           | 55.24          | 90.64 pr   |
| 11     | Emily Samuelson Evan Bates            | USA  | 174.30    | 31.37           | 53.99          | 88.94      |
| 12     | Anna Cappellini Luca Lanotte          | ITA  | 167.32    | 33.13           | 51.45          | 82.74      |
| 13     | Nóra Hoffmann Maxim Zavozin           | HUN  | 167.23 pr | 31.90 pr        | 51.22 pr       | 84.11 pr   |
| 14     | Vanessa Crone Paul Poirier            | CAN  | 164.60    | 31.14           | 48.17          | 85.29      |
| 15     | Jekaterina Bobrova Dmitri Solovjov    | RUS  | 163.35    | 29.86           | 50.61          | 82.88      |
| 16     | Anna Zadorozjnjoek Sergej Verbillo    | UKR  | 163.15    | 33.87 pr        | 50.02          | 79.26      |
| 17     | Cathy Reed Chris Reed                 | JPN  | 159.60 pr | 29.49 pr        | 50.81 pr       | 79.30      |
| 18     | Christina Beier William Beier         | GER  | 149.64    | 30.31           | 46.42          | 72.91      |
| 19     | Huang Xintong Zheng Xun               | CHN  | 145.52    | 29.22           | 45.03          | 71.27      |
| 20     | Penny Coomes Nicholas Buckland        | GBR  | 143.61    | 25.68           | 46.33          | 71,60 pr   |
| 21     | Kamila Hájková David Vincour          | CZE  | 133.81    | 23.19           | 40.54          | 70.08      |
| 22     | Allison Reed Otar Japaridze           | GEO  | 132.32 pr | 26.65 pr        | 42.22          | 63.45 pr   |
| 23     | Irina Shtork Taavi Rand               | EST  | 115.18    | 21.73           | 35.21          | 58.24      |

## Medailleklassement
| Plaats | Land             | NOC    | Goud | Zilver | Brons | Totaal |
| ------ | ---------------- | ------ | ---- | ------ | ----- | ------ |
| 1      | China            | CHN    | 1    | 1      | 0     | 2      |
| 1      | Verenigde Staten | USA    | 1    | 1      | 0     | 2      |
| 3      | Canada           | CAN    | 1    | 0      | 1     | 2      |
| 4      | Zuid-Korea       | KOR    | 1    | 0      | 0     | 1      |
| 5      | Japan            | JPN    | 0    | 1      | 1     | 2      |
| 5      | Rusland          | RUS    | 0    | 1      | 1     | 2      |
| 7      | Duitsland        | GER    | 0    | 0      | 1     | 1      |
| Totaal | Totaal           | Totaal | 4    | 4      | 4     | 12     |

Londen 1908 · 
Antwerpen 1920 · 
Chamonix 1924 · 
St. Moritz 1928 · 
Lake Placid 1932 · 
Garmisch-Partenkirchen 1936 · 
St. Moritz 1948 · 
Oslo 1952 · 
Cortina d'Ampezzo 1956 · 
Squaw Valley 1960 · 
Innsbruck 1964 · 
Grenoble 1968 · 
Sapporo 1972 · 
Innsbruck 1976 · 
Lake Placid 1980 · 
Sarajevo 1984 · 
Calgary 1988 · 
Albertville 1992 · 
Lillehammer 1994 · 
Nagano 1998 · 
Salt Lake City 2002 · 
Turijn 2006 · 
Vancouver 2010 · 
Sotsji 2014 · 
Pyeongchang 2018 · 
Peking 2022
Olympische medaillewinnaars
Alpineskiën · Biatlon · Bobsleeën · Curling · Freestyleskiën · Kunstrijden · Langlaufen · Noordse combinatie · Rodelen · Schaatsen · Schansspringen · Shorttrack · Skeleton · Snowboarden · IJshockey